# Parancyla argyrothysana
Parancyla argyrothysana är en fjärilsart som beskrevs av George Francis Hampson 1919. Parancyla argyrothysana ingår i släktet Parancyla och familjen Crambidae. Inga underarter finns listade i Catalogue of Life.